# Home Alone 4
Home Alone 4 (br: Esqueceram de Mim 4 / pt: Sozinho em Casa 4) é um telefilme estadunidense, dirigido por Rod Daniel. Foi exibido pela ABC e FOX em 3 de novembro de 2002, seguido por um lançamento em DVD em 2 de setembro de 2003.

## Sinopse
Após os eventos dos dois primeiros filmes, Kevin McCallister, então com 9 anos, é obrigado a encarar a separação dos pais, Peter e Kate. Peter está finalizando seu divórcio, enquanto vive com Natalie. Ao ser convidado a passar o Natal na casa da nova namorada rica do pai, Kevin decide aceitar o convite para se livrar das chatices e provocações de seus irmãos mais velhos, Buzz e Megan. Chegando lá, descobre que o vilão Marv da dupla de Bandidos Molhados/Grudentos (Marv e Harry - vistos nos dois primeiros filmes) e sua atual esposa e nova parceira de crimes, Vera (Missi Pyle), planejam sequestar um jovem príncipe da realeza que Peter e Natalie iriam buscar no aeroporto, juntamente com a Família Real, para passarem o Natal com eles. Cabe agora a Kevin, com a ajuda do mordomo da mansão, Senhor Prescott, salvar a casa e reunir seus pais, Peter e Kate, novamente. A dupla de vilões ainda contará com a ajuda da governanta da casa, que se revela como sendo a mãe de Marv.

## Elenco
- Mike Weinberg… Kevin McCallister
- French Stewart… Marv Merchants
- Missi Pyle… Vera Merchants
- Jason Beghe… Peter McCallister
- Joanna Going… Natalie
- Clare Carey… Kate McCallister
- Erick Avari… Prescott
- Barbara Babcock… Molly
- Gideon Jacobs… Buzz
- Sean Michael… Cop
- Chelsea Russo… Megan
- Andre Roothman… King
- Lisa King… Queen
- Craig Geldenhuys… Prince
- Anton Smuts… Cab Driver